# 和糴
和糴（わてき）とは、中世中国において、政府が人民に対して合意に基づいた価格で現銭で米を非強制的に買い上げること。和買制度の一種である。
租税とは別に民間から米を調達する「糴」は戦国時代の李悝の説に見られ（『漢書』食貨志）、前漢以後に和買制度が成立した。米を民間より適正価格で買い上げることを「和糴」と呼ぶことは北魏時代から見られるが、本格化するのは中唐の開元25年（737年）頃の事と見られている。この背景には財政規模の拡大と貨幣・金銀・軽貨などの非穀物による租税納付の増加などがあった。安史の乱や続く西北の吐蕃・回紇や北方の契丹に対抗するために辺境周辺部である関中などから民間が持つ食料や馬糧を買い上げて辺境の部隊に送る仕組が作られた。
漕運の手間とコストを軽減する手段として用いられ、宋代に入ると広く用いられて買上・支払方法によって区分されるようになり、毎年千万石単位の米が和糴されたが、本来の趣旨であった市場の相場あるいはそれに近い価格で買い上げるという原則が失われ、政府が合意のないままに安値で強制的に買い上げたり、交子などの為替・証券類で支払を行ったりするようになり、最悪の場合には無償で強制的に買い上げるという実質租税と変わりの無いことまで行われて、農村部を中心に民衆の窮乏化と破産化を深刻なものとした。